# Corrente de retorno

Processo de formação: após a rebentação, o refluxo das ondas sai por um canal criado no banco de areia dando origem à corrente de retorno

As correntes de retorno ou agueiros  (português europeu) podem ser definidas como o refluxo do volume de água que retorna da costa de volta para o mar, em virtude da força gravitacional. Também é conhecida como maré de retorno, rip current, lagamar, repuxo ou simplesmente vala, devido ao canal rompendo o banco de areia criado pelo escoamento da água. Apesar das correntes de retorno existirem independentemente ao fenômenos das marés, as marés podem intensificar o perigo das correntes de deriva, em especial na maré baixa. A velocidade do fluxo de água retornando ao mar pode variar de 0,5 m/s a até 3,5 m/s.

## Como se formam
As correntes de retorno variam em tamanho, largura, profundidade, forma, velocidade e potência. Elas são formadas, geralmente, da seguinte maneira: 
Quando as ondas quebram, elas empurram a água acima do nível médio do mar. Uma vez que a energia da água é despendida, a água que ultrapassou aquele nível médio é empurrada de volta pela força da gravidade. Quando ela é empurrada de volta, contudo, mais ondas podem continuar a empurrar mais água acima daquele nível médio, criando o efeito de uma barreira transitória (temporária). A água de retorno continua a ser empurrada pela gravidade, e procura o caminho de menor resistência. Este pode ser um canal submerso na areia ou a areia ao lado de um quebra mar ou píer, por exemplo. Como a água de retorno se concentra nesse canal, ela se torna uma corrente movendo-se para dentro do mar. Dependendo do número de fatores, esta corrente pode ser muito forte. Algumas correntes de retorno dissipam muito próximo à praia, enquanto que outras podem continuar por centenas de metros. É importante notar que as ondas não quebrarão sobre um canal submerso. Além disto, a força de uma corrente de retorno movendo-se para dentro do mar num canal tende a diminuir a potência das ondas que entram.

## Como reconhecê-las
Sinais e características das correntes de retorno
1. Água marrom e descolorada, devido à agitação da areia do fundo, causada pelo retorno das águas;
2. Água com tonalidade mais escura, devido à maior profundidade, sendo atrativas para banhistas desavisados;
3. Água mais fria após a linha de arrebentação, significando o retorno de águas mais profundas;
4. Ondas quebram com menor frequência ou nem chegam a quebrar, devido ao retorno das águas e à maior profundidade;
5. Local onde ocorre a junção de duas ondas provindas de sentidos opostos;
6. Local por onde o surfista experiente geralmente entra no mar;
7. Nas marés baixas, formam ondas do tipo buraco, alimentadas pela água em seu retorno;
8. Pequenas ondulações na superfície da água, causando um rebuliço, em virtude da água em movimento (pescoço da vala);
9. Espuma e mancha de sedimentos na superfície, além da arrebentação, onde a vala perde a sua força (cabeça da vala);
10. Ocupação de uma faixa maior de areia, devido ao maior volume de água, provocando uma sinuosidade ao longo da praia (boca da vala);
11. Escavações na areia, formando cúspides praiais em frente às valas;
12. Perpendiculares à praia, podendo apresentar-se na diagonal;
13. Delimitam ou são delimitados por bancos de areia;
14. Mais difíceis de serem identificadas em dias de vento forte e mares agitados;
15. Mais evidentes em marés baixas;
16. Perda da força de 5 a 50 metros após a linha de arrebentação;
17. Composição em três partes: boca ou entrada, pescoço e cabeça;

## Como escapar das valas e das ondas?
Se cair em uma vala, não entre em pânico, nade diagonalmente no sentido da corrente até conseguir escapar. Um banhista cansado ou com habilidade limitada deve flutuar para dentro do mar, até a cabeça da vala, nadar paralelo a areia por 30 ou 40 metros e então prosseguir em um trajeto perpendicular à praia, pelo baixio (banco de areia), onde as ondas facilitarão a saída do mar (fluxo de água no sentido da areia). Nadadores fortes devem traçar um ângulo de 45 graus a favor da corrente lateral e nadar em direção à praia. Mesmo os melhores nadadores não devem nadar contra as correntes de retorno. Deve-se sempre observar as ondas, pois quando elas se rompem (quebram), formam espumas que não têm sustentação para permitir a flutuação. Se uma onda for “quebrar em sua cabeça” e não houver como escapar dela, encha os pulmões de ar, prenda a respiração, afunde, mantenha a calma e só tente subir após a forte turbulência ter passado.